# نوایان، کبک
نوایان (به فرانسوی: Noyan) شهری در منطقه شهری لو او-ریشولیو ناحیه مونترژی در استان کبک کانادا است. در سرشماری سال ۲۰۱۱ این شهر ۱٬۱۹۲ نفر جمعیت داشته‌است و مساحت آن ۴۳٫۷۹ کیلومتر مربع است.